# Нозате
Нозате (итал. Nosate) — коммуна в Италии, в провинции Милан области Ломбардия.
Население составляет 638 человек (2008 г.), плотность населения составляет 160 чел./км². Занимает площадь 4 км². Почтовый индекс — 20020. Телефонный код — 0331.
Покровительницей коммуны почитается Пресвятая Богородица, празднование в первое воскресение июля.

## Демография
Динамика населения:

## Администрация коммуны
- Официальный сайт: https://web.archive.org/web/20090427153038/http://www.comune-nosate.it/